# Opel Meriva
Opel Meriva er en MPV fra den tyske bilfabrikant Opel. Den første generation er en mini-MPV, mens den anden generation på grund af sin størrelse er en kompakt MPV.
Indtil videre findes modellen i to generationer. Karakteristisk for den anden generation er de (bagtil hængslede) "selvmordsdøre" bagtil.
- Opel Meriva A
Første generation
2003–2010
- Opel Meriva B
Anden generation
2010−2017